# Ziltendorf
Ziltendorf är en kommun och ort i östra Tyskland, belägen i Landkreis Oder-Spree i förbundslandet Brandenburg. Kommunen har 1 584 invånare (2012) och ligger vid floden Oder, omkring 10 km norr om Eisenhüttenstadt, och gränsar därmed direkt mot Polen. Kommunen är ingår i kommunalförbundet Amt Brieskow-Finkenheerd, där även grannkommunerna Brieskow-Finkenheerd, Groß Lindow, Vogelsang och Wiesenau ingår.

## Administrativ indelning
Till kommunen hör de mindre orterna Aurith och Ernst-Thälmann-Siedlung, som utgör administrativa kommundelar (Ortsteile) i Ziltendorfs kommun.

## Historia
Byn Aurith hade fram till 1945 sin ortskärna på östra sidan av Oder och färjeförbindelse över till andra sidan. Vid den nya gränsdragningen 1945 bildade ortens centrum orten Urad på den polska sidan, medan den mindre delen på den tyska sidan fortfarande kallas Aurith.

## Kommunikationer
Ziltendorf ligger mellan Eisenhüttenstadt och Frankfurt an der Oder, vid Bundesstrasse 112. Orten har även en järnvägsstation på järnvägen mellan Eisenhüttenstadt och Frankfurt som trafikeras av regionaltåg i entimmestrafik.

## Personer från Ziltendorf
- Erich Krüger (1894-?), nazistisk politiker.
- Georg H. W. Stein (1897-1976), zoolog och botaniker.